# Hirsingue
Hirsingue település Franciaországban, Haut-Rhin megyében. Lakosainak száma 2131 fő (2022. január 1.). Hirsingue Hirtzbach, Altkirch, Wittersdorf, Schwoben, Bettendorf, Ruederbach, Heimersdorf és Largitzen községekkel határos.

## Népesség
A település népességének változása:
| Lakosok száma | 2202 | 2139 | 2161 | 2121 | 2121 | 2120 | 2120 | 2120 | 2131 |
|               | 2013 | 2015 | 2016 | 2017 | 2018 | 2019 | 2020 | 2021 | 2022 |